# Nikolaus Mangold
Pour les articles homonymes, voir Mangold.
Nikolaus "Klaus" Mangold (né le 15 janvier 1950 à Bad Tölz) est un ancien joueur professionnel allemand de hockey sur glace.

## Carrière
Mangold commence sa carrière à l'Augsburger EV en 1969. Mangold est ensuite champion d'Allemagne avec le Berliner Schlittschuhclub en 1974 et 1976. Pour la saison 1978-1979, il rejoint le Mannheimer ERC. Au cours de la saison 1979-1980, il est capitaine et devient de nouveau champion d'Allemagne. La saison suivante, il signe avec l'EHC 70 München. Il termine sa carrière au TEV Miesbach en 1982. Il joue ensuite avec le SC Reichersbeuern, club de Bäd Tolz, en ligue régionale jusqu'en 1987.
Mangold compte 14 sélections en équipe nationale et participe au championnat du monde de hockey sur glace 1976.